# Константин Kосински
Константин Косински († после 1240) - преосвећени Руске православне цркве, игуман Косинског манастира.

## Манастир Косин
На самом крају 12. века преселио се из Новгородског манастира Варлаама Хутинског у забачено место на ушћу реке Полисте у Снежну, три версте од града Стараја Руса, и основао Косински манастир Светог Николе, у коме је био први игуман. Заједно са њим све време био је и његов најближи пријатељ и сарадник Козма Косински, који је такође касније канонизован за светитеља.
Константин Косински је умро 29. јула 1240. године. Умирући је хтео да пренесе игуманство на Козму, али је он одбио ово звање и наставио свој подвижнички живот као прост монах. Мошти оца Константина почивају под сводом Косинског манастира.
Свети Константин Косински се помиње 29. јула и у Саборном храму новгородских светих – у 3. недељу по Духовима.